# Bicyclus sophrosyne
Bicyclus sophrosyne är en fjärilsart som beskrevs av Carl Plötz 1880. Bicyclus sophrosyne ingår i släktet Bicyclus och familjen praktfjärilar. Inga underarter finns listade i Catalogue of Life.